# دامنگتسا
دامنگتسا (به لهستانی:  Damnica) یک روستا در لهستان است که در گمینا دامنگتسا واقع شده‌است. دامنگتسا ۱٬۲۴۰ نفر جمعیت دارد.